# Kreuzzug gegen Alexandria
Der Kreuzzug gegen Alexandria war ein Kriegszug, der im Jahr 1365 unter König Peter I. von Zypern stattfand.

## Vorgeschichte
Peter I., König von Zypern, war Titularkönig von Jerusalem. Er war das erste Staatsoberhaupt seit Ludwig dem Heiligen, das die Kreuzzüge zur Eroberung des Heiligen Landes wieder aufnehmen wollte. 1362 trat er, zusammen mit seinem Kanzler Philippe de Mézières und dem päpstlichen Legaten Peter Thomas, eine ausgedehnte Europareise an, um für seine Idee zu werben. Er traf mit Papst Urban V. und mit zahlreichen Monarchen zusammen, darunter König Johann II. von Frankreich und Kaiser Karl IV.

## Kreuzzug gegen Alexandria
Peter I. brachte tatsächlich ein Heer unter seinem Kommando zusammen. Mit einer großen Flotte aus Venedig startend, versammelten sich die Kreuzfahrer bis Anfang September 1365 auf Rhodos. Dort wurden sie um die Flotte und Armee Peters aus Zypern sowie um die auf Rhodos ansässigen Ritter des Hospitaliter-Ordens verstärkt. Das Kreuzfahrerheer war das größte seit dem Dritten Kreuzzug.
Erst nachdem man in See gestochen war, gab Peter I. das Ziel bekannt: die ägyptische Hafenstadt Alexandria.
Wenige Tage nach der Ankunft in Alexandria wurde die Stadt um den 9. Oktober 1365 gestürmt, nachdem es den Kreuzfahrern gelungen war, die Stadtmauer an einer unbewachten Stelle zu überwinden. Die Kreuzfahrer plünderten und zerstörten die Stadt in den folgenden Tagen.
Wenige Tage danach, am 12. Oktober zogen sie sich, gegen den Rat von Peter Thomas und anderen, vor dem mamlukischen Gegenangriff mit der Beute nach Zypern zurück. Peter Thomas berichtete davon in zwei leidenschaftlichen Briefen an Papst Urban V. und Kaiser Karl IV.

## Angriff auf Libanon und Syrien
Von Zypern aus beabsichtigte Peter I. nun einen Angriff auf Beirut, gab sein Vorhaben aber auf Bitten der Venezianer hin auf, die Peter I. eine hohe Entschädigung anboten, damit dieser nicht deren Handelsroute nach Damaskus angriff. Im Januar 1366 überfielen und plünderten die Kreuzfahrer Tripolis und Tartus, bevor die europäischen Teilnehmer des Kreuzzugs in ihre jeweilige Heimat zurückkehrten. Weder Tripolis noch Tartus versuchte Peter I. zu halten, zumal die Städte über keine Stadtmauer verfügten.
1368 versuchte Peter erneut europäische Truppen anzuwerben, blieb aber erfolglos. Auf Druck der Venezianer und Papst Urbans V. wurde schließlich Frieden mit dem Sultan von Ägypten geschlossen.

## Deutungen
Jo van Steenbergen nimmt an, dass der Kreuzzug in erster Linie eine ökonomisch motivierte Unternehmung war. Peter I. wollte Alexandria als Handelshafen im östlichen Mittelmeer ausschalten und hoffte, die zypriotische Hafenstadt Famagusta würde von einer Verschiebung der Handelsrouten profitieren. Religiöse Aspekte, die bei den übrigen Orientkreuzzügen eine wichtige Rolle spielten, waren demnach eher untergeordnet.